# 346810 Giancabattisti
346810 Giancabattisti è un asteroide della fascia principale. Scoperto nel 2009, presenta un'orbita caratterizzata da un semiasse maggiore pari a 2,8106884 au e da un'eccentricità di 0,1132734, inclinata di 10,41298° rispetto all'eclittica.